# Observation.org
Observation.org is een website waarop natuurwaarnemingen uit de hele wereld worden verzameld. 
Doel van observation.org is om een actueel inzicht te geven in de biodiversiteit (rijkdom van de natuur). Daartoe worden door de gebruikers waarnemingen verzameld van vogels, zoogdieren, amfibieën en reptielen, vlinders (dagvlinders in een aparte categorie), libellen, overige geleedpotigen, vissen, weekdieren, paddenstoelen, mossen/korstmossen en overige planten. Aan deze waarnemingen kunnen foto's of geluiden worden gekoppeld. De waarnemingen zijn voor alle gebruikers gratis raadpleegbaar. Om misbruik zoals stroperij te voorkomen wordt van waarnemingen soms de locatie onzichtbaar gemaakt of worden waarnemingen onder embargo gezet. 
Observation.org wordt onderhouden door een groep vrijwilligers, de admins. Deze zien ook toe op de kwaliteit van de waarnemingen, door commentaar te leveren, navraag te doen en door actieve bijdrage in het forum waar mensen (determinatie)vragen kunnen stellen.
De oorspronkelijke naam van de website was observado.org, in 2014 is verdergegaan onder de naam observation.org.

## Werkgroepsschermen
De website is groot geworden door het leveren van unieke op maat gemaakte werkgroepschermen aan werkgroepen en afdelingen van natuurorgansaties. Een website van een werkgroep beschikt hierdoor over de mogelijkheid op waarnemingen in haar werkgebied in te voeren op haar website en kan de bezoekers van de website de waargenomen flora en fauna in het werkgebied uit de database van Waarneming.nl tonen. 

## Forum
Bij de website is een forum waar vragen gesteld kunnen worden over de dieren en planten in Nederland en het buitenland. Het forum is opgesplitst in verschillende dier- en plantgroepen. Voor bijna elke groep is een deskundige actief op het forum voor het beantwoorden van vragen. Daarnaast wordt via het forum ondersteuning gegeven aan de gebruikers. België en Spanje hebben een eigen forum. De andere landen worden verwezen naar het Nederlandstalige forum van Nederland.

## Observation.org op mobiele apparaten
Observation.org heeft aparte softwaremodules voor mobiele apparaten: WnPda, WnSmart (beide voor Windows Mobile) en ObsMapp (Android). Met deze programma's is het mogelijk waarnemingen in het veld in te voeren op een PDA en deze later via een internetverbinding te uploaden naar observation.org. Bij de invoer van de waarneming worden de gegevens van de locatie en tijd overgenomen van een GPS-ontvanger. De locatie die bij de waarneming is opgeslagen bepaalt bij welke site de waarneming wordt toegevoegd. Voor de juiste tijd bij de waarneming moet op de PDA de tijdzone goed staan ingesteld. 
Daarnaast is er de webapplicatie, WebObs op m.webobs.org. WebObs maakt mogelijk maakt on- en offline uw waarnemingen van flora en fauna in het veld vast te leggen en te uploaden naar waarneming.nl.
Om dit allemaal te kunnen met webobs moet u een van de volgende besturingssystemen + browser op uw telefoon hebben:
- BlackBerry 6+;
- Android 2+ (o.a. op HTC, Samsung toestellen en tablets);
- IOS (iPhone en iPad)

## Internationaal
Observation.org is beschikbaar in verschillende talen waaronder Engels, Duits, Deens, Zweeds, Frans, Italiaans, Spaans, Portugees, Russisch, Sloveens, Tsjechisch, Pools, Oekraïens, Hebreeuws, Arabisch, Perzisch, Grieks, Thais en Fries. Voor elk land of continent is een aparte site beschikbaar waar de waarnemingen en statistiek voor het betreffende land of continent te bekijken zijn. 